# Шулэхэ
Шулэхэ́ (кит. упр. 疏勒河, пиньинь Shūlè hé) — река на северо-западе Китая.

## Исторические названия
В исторических документах река встречается под названиями Цзидуаньшуй (籍端水), Миншуй (冥水).

## География
Исток реки находится на хребте Циляньшань на территории провинции Цинхай. Река течёт на северо-запад вдоль границы между провинциями Цинхай и Ганьсу, затем поворачивает на север, и на территории уезда Гуачжоу попадает из гор на равнину. По равнине река течёт сначала на северо-восток, а затем, после впадения с востока реки Сиваньхэ, поворачивает на запад, огибая с севера Дуньхуан. На равнине речная вода разбирается на орошение, и река постепенно исчезает в пустыне Такла-Макан, а её сухое русло продолжается вплоть до озера Лобнор.

## Притоки
- Ташихэ
- Данхэ